# Доња Вишњица (Лепоглава)
Доња Вишњица је насељено место у саставу града Лепоглаве у Вараждинској жупанији, Хрватска. До територијалне реорганизације у Хрватској налазила се у саставу старе општине Иванец.

## Становништво
На попису становништва 2011. године, Доња Вишњица је имала 542 становника.

## Попис1991.
На попису становништва 1991. године, насељено место Доња Вишњица је имало 614 становника, следећег националног састава:
| Попис 1991.‍  | Попис 1991.‍  | Попис 1991.‍ | Попис 1991.‍ | Попис 1991.‍ |
| ------------ | ------------ | ----------- | ----------- | ----------- |
|              |              |             |             |             |
| Хрвати       | Хрвати       |             | 601         | 97,88%      |
| Словенци     | Словенци     |             | 1           | 0,16%       |
| неопредељени | неопредељени |             | 3           | 0,48%       |
| непознато    | непознато    |             | 9           | 1,46%       |
| укупно: 614  |              |             |             |             |